# Taßhof (Gemeinde Altenmarkt an der Triesting)

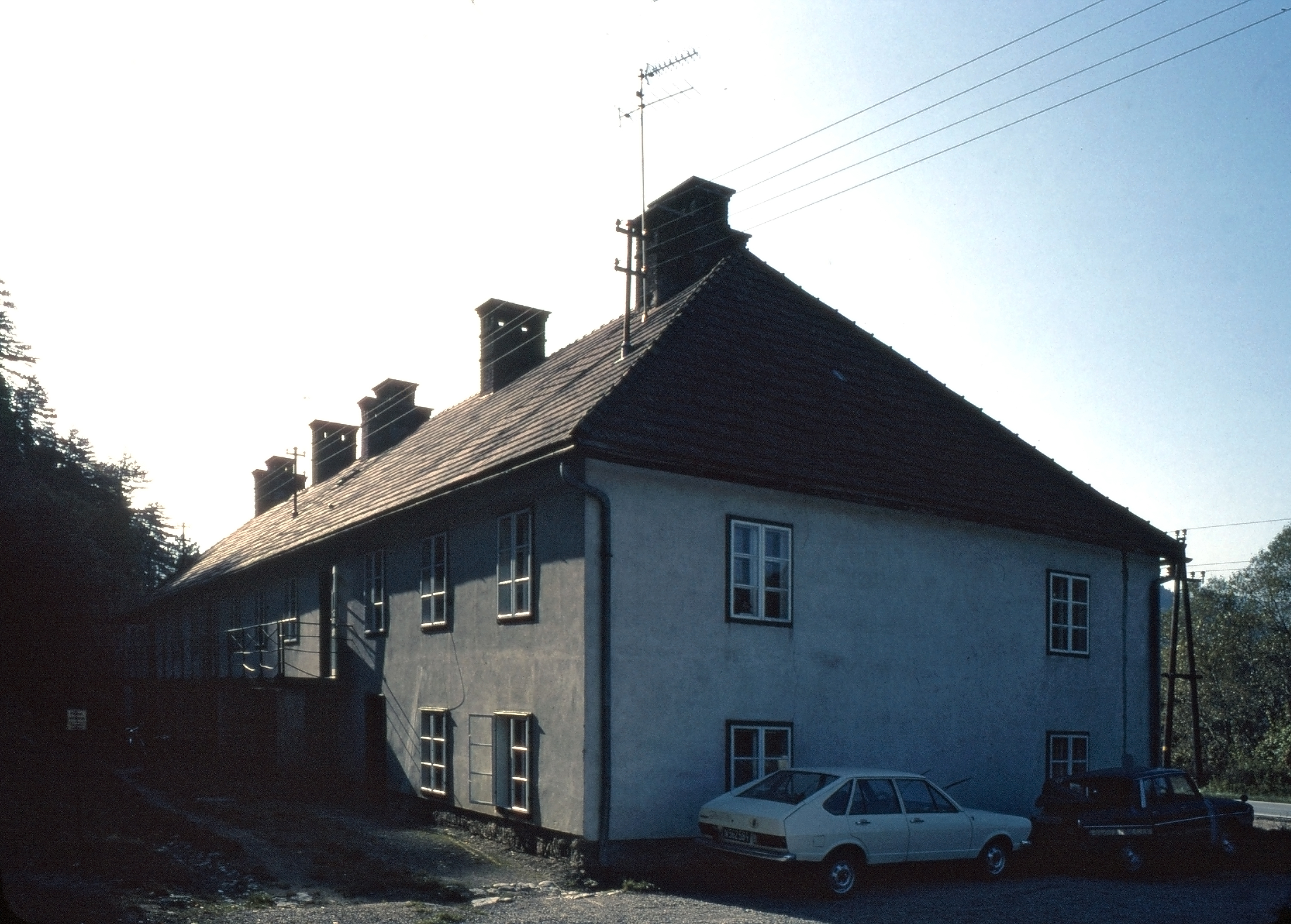
Arbeiterwohnhaus in Taßhof (Aufnahme aus dem Jahr 1982)

Taßhof ist eine Rotte in der Marktgemeinde Altenmarkt an der Triesting in Niederösterreich.

## Geografie
Die Rotte Taßhof liegt nahe der Ortschaft Sulzbach, in der Katastralgemeinde Altenmarkt. Zu dieser wird sie statistisch gerechnet und sie hat auch Sulzbach als Straßenbezeichnung. Sie befindet sich links unmittelbar neben der Triesting.

## Geschichte
Ab 1802 bestand in Taßhof eine Metallwarenfabrik, die um 1820 um eine Weißbleiche ergänzt und in der Folge zu einer Baumwollspinnerei erweitert wurde. Die Metallwarenfabrik wurde 1841 geschlossen, nach einem Brand wurde die Baumwollspinnerei im Jahr 1828 neu errichtet und bis 1865 betrieben. Der damals in Kaumberg wohnende Adolph von Pittel erwarb 1869 ein von Johann Beihol im Jahre 1852 erbautes Werk bei Taßhof, das er vergrößerte und mit den neuesten Maschinen zur Romanzementerzeugung versah. Damit legte er den Grundstein für den späteren Baukonzern Pittel+Brausewetter.
Nach einem Hochwasser wurden am 16. April 1945 in Weissenbach an der Triesting 40 ungarisch-jüdischen Zwangsarbeiter für Aufräumarbeiten herangezogen und danach von SS-Männern im Steinbruch südöstlich von Taßhof erschossen.
Mit Ausnahme eines Arbeiterwohnhauses wurden sämtliche Teile der Fabriksanlage abgebrochen und das Areal mit modernen Einfamilienhäusern bebaut. Taßhof ist auch Ausgangspunkt zahlreicher Wanderrouten.
Auf der rechten Seite der Triesting befand sich bis 1996 eine Haltestelle der Leobersdorfer Bahn.